# 布洛永弗伦国家公园
布洛永弗伦国家公园（瑞典語：Blå jungfruns nationalpark）是位於瑞典布洛永弗伦岛的一個國家公園。该国家公园建成于1926年，并于1988年进行了扩建。